# Чхве Ин Джон
Чхве Ин Джон (кор. 최인정, р.21 мая 1990) — южнокорейская фехтовальщица на шпагах, чемпионка Азии, призёр Олимпийских и Азиатских игр.
Родилась в 1990 году в уезде Кымсан провинции Чхунчхон-Намдо. В 2011 году стала обладательницей золотой и серебряной медалей чемпионата Азии. В 2012 году стала серебряной призёркой чемпионата Азии, а на Олимпийских играх в Лондоне завоевала серебряную медаль. В 2013 году опять стала серебряной призёркой чемпионата Азии. В 2014 году выиграла чемпионат Азии и стала обладательницей серебряной и бронзовой медалей Азиатских игр. В 2018 году корейская спортсменка на чемпионате мира стала обладательницей серебряной медали в командном первенстве.